# III-divisioona 2018
La III-divisioona 2018 è l'8ª edizione (5ª a 11 giocatori) del campionato di football americano di quarto livello, organizzato dalla SAJL.

## Squadre partecipanti
| Club               | Città     | Stadio | Sponsor ufficiale | Risultato nella stagione 2017 |
| ------------------ | --------- | ------ | ----------------- | ----------------------------- |
| Hyvinkää Falcons   | Hyvinkää  |        |                   |                               |
| Pirkanmaa Patriots | Lohja     |        |                   |                               |
| Rovaniemi Nordmen  | Rovaniemi |        |                   |                               |
| Rusko Mayhem       | Rusko     |        |                   |                               |
| Sipoo Bulldogs     | Sipoo     |        |                   |                               |
| Turku Trojans      | Turku     |        |                   |                               |
| Vantaan TAFT       | Vantaa    |        |                   |                               |
| Wasa Royal A's     | Vaasa     |        |                   |                               |

## Stagione regolare

### Calendario

#### 1ª giornata
| Turku 2 giugno 2018, ore 13:00 | Turku Trojans | 6 – 24 | Sipoo Bulldogs | Turun Urheilupuiston yläkenttä |

| Rusko 3 giugno 2018, ore 15:00 | Rusko Mayhem | 13 – 46 | Rovaniemi Nordmen |  |

| Hyvinkää 3 giugno 2018, ore 15:00 | Hyvinkää Falcons | 7 – 11 | Wasa Royal A's | Perttulan urheilupuisto |

| 3 giugno 2018, ore 16:30 | Pirkanmaa Patriots | 38 – 0 | Vantaan TAFT |  |

#### 2ª giornata
| Rovaniemi 9 giugno 2018, ore 12:30 | Rovaniemi Nordmen | 26 – 0 | Hyvinkää Falcons | Susivouti |

| Turku 9 giugno 2018, ore 19:00 | Turku Trojans | 16 – 0 | Vantaan TAFT | Turun Urheilupuiston yläkenttä |

| Sipoo 10 giugno 2018, ore 11:00 | Sipoo Bulldogs | 35 – 12 | Rusko Mayhem | Nikkilän keskusurheilukenttä |

| Vaasa 10 giugno 2018, ore 14:00 | Wasa Royal A's | 18 – 60 | Pirkanmaa Patriots | Vaskiluodon kenttä |

#### 3ª giornata
| 16 giugno 2018, ore 11:00 | Pirkanmaa Patriots | 34 – 26 | Rusko Mayhem |  |

| Hyvinkää 16 giugno 2018, ore 16:00 | Hyvinkää Falcons | 28 – 0 | Turku Trojans | Perttulan urheilupuisto |

| Vantaa 16 giugno 2018, ore 16:00 | Vantaan TAFT | 12 – 19 | Rovaniemi Nordmen | Tikkurilan urheilupuisto |

| Vaasa 17 giugno 2018, ore 14:00 | Wasa Royal A's | 0 – 40 | Sipoo Bulldogs | Kaarlen kenttä |

#### 4ª giornata
| Rusko 30 giugno 2018, ore 11:00 | Rusko Mayhem | 38 – 0 | Turku Trojans |  |

| 30 giugno 2018, ore 11:00 | Pirkanmaa Patriots | 12 – 6 | Hyvinkää Falcons |  |

| Rovaniemi 30 giugno 2018, ore 12:30 | Rovaniemi Nordmen | 20 – 7 | Sipoo Bulldogs | Susivouti |

| Vantaa 30 giugno 2018, ore 15:00 | Vantaan TAFT | 20 – 8 | Wasa Royal A's | Kenraalinpuiston kenttä |

#### 5ª giornata
| Hyvinkää 6 luglio 2018, ore 18:30 | Hyvinkää Falcons | 15 – 21 | Rusko Mayhem | Perttulan urheilupuisto |

| Vantaa 7 luglio 2018, ore 15:00 | Vantaan TAFT | 0 – 37 | Sipoo Bulldogs | Kenraalinpuiston kenttä |

| Korsholm 8 luglio 2018, ore 14:00 | Wasa Royal A's | 20 – 7 | Rovaniemi Nordmen | Botnia-halli |

#### 6ª giornata
| Hyvinkää 13 luglio 2018, ore 18:30 | Hyvinkää Falcons | 32 – 6 | Vantaan TAFT | Perttulan urheilupuisto |

| Sipoo 14 luglio 2018, ore 12:00 | Sipoo Bulldogs | 12 – 26 | Pirkanmaa Patriots | Nikkilän keskusurheilukenttä |

| Turku 14 luglio 2018, ore 17:00 | Turku Trojans | 14 – 40 | Rovaniemi Nordmen | Turun Urheilupuiston yläkenttä |

| Raisio 15 luglio 2018, ore 16:00 | Rusko Mayhem | 20 – 6 | Wasa Royal A's |  |

#### 7ª giornata
| Sipoo 21 luglio 2018, ore 12:00 | Sipoo Bulldogs | 23 – 34 | Hyvinkää Falcons | Nikkilän keskusurheilukenttä |

| Rovaniemi 21 luglio 2018, ore 12:30 | Rovaniemi Nordmen | 25 – 16 | Pirkanmaa Patriots | Susivouti |

| Turku 21 luglio 2018, ore 13:00 | Turku Trojans | 36 – 32 | Wasa Royal A's | Turun Urheilupuiston yläkenttä |

#### Recuperi
| 28 luglio 2018, ore 16:30 | Pirkanmaa Patriots | 37 – 2 | Turku Trojans |  |

| Rusko 29 luglio 2018, ore 12:00 | Rusko Mayhem | 46 – 0 | Vantaan TAFT |  |

### Classifica
La classifica della regular season è la seguente:
- PCT = percentuale di vittorie, G = partite giocate, V = partite vinte,  P = partite perse, PF = punti fatti, PS = punti subiti

| Pos. | Squadra            | PCT   | G | V | N | P | PF  | PS  |
| ---- | ------------------ | ----- | - | - | - | - | --- | --- |
| 1    | Rovaniemi Nordmen  | 1.000 | 7 | 7 | 0 | 0 | 224 | 62  |
| 2    | Pirkanmaa Patriots | .857  | 7 | 6 | 0 | 1 | 223 | 89  |
| 3    | Sipoo Bulldogs     | .571  | 7 | 4 | 0 | 3 | 178 | 98  |
| 4    | Rusko Mayhem       | .571  | 7 | 4 | 0 | 3 | 176 | 136 |
| 5    | Hyvinkää Falcons   | .429  | 7 | 3 | 0 | 4 | 122 | 99  |
| 6    | Turku Trojans      | .286  | 7 | 2 | 0 | 5 | 74  | 199 |
| 7    | Vantaan TAFT       | .143  | 7 | 1 | 0 | 6 | 38  | 196 |
| 8    | Wasa Royal A's     | .143  | 7 | 1 | 0 | 6 | 75  | 231 |

## Playoff

### Tabellone
|  | Semifinali | Semifinali         | Semifinali |                    |   | V Tinamalja       | V Tinamalja | V Tinamalja |  |
|  |            |                    |            |                    |   |                   |             |             |  |
|  | 1          | Rovaniemi Nordmen  | 47         |                    |   |                   |             |             |  |
|  | 1          | Rovaniemi Nordmen  | 47         |                    |   |                   |             |             |  |
|  | 4          | Rusko Mayhem       | 19         |                    |   |                   |             |             |  |
|  | 4          | Rusko Mayhem       | 19         |                    | 1 | Rovaniemi Nordmen | 27          |             |  |
|  |            |                    |            |                    | 1 | Rovaniemi Nordmen | 27          |             |  |
|  |            |                    | 2          | Pirkanmaa Patriots | 0 |                   |             |             |  |
|  | 3          | Sipoo Bulldogs     | 2          | Pirkanmaa Patriots | 0 | 9                 |             |             |  |
|  | 3          | Sipoo Bulldogs     |            |                    |   |                   |             |             |  |
|  | 2          | Pirkanmaa Patriots | 31         |                    |   |                   |             |             |  |

### Semifinali
| Rovaniemi 11 agosto 2018, ore 16:00 | Rovaniemi Nordmen | 47 – 19 | Rusko Mayhem | Susivouti |

| Tampere 11 agosto 2018, ore 18:00 | Pirkanmaa Patriots | 31 – 9 | Sipoo Bulldogs | Pyynikin urheilukenttä |

### V Tinamalja
| 18 agosto 2018, ore 16:00 | Rovaniemi Nordmen | 27 – 0 | Pirkanmaa Patriots |  |

## Verdetti
- Rovaniemi Nordmen Vincitori del Tinamalja 2018